# استفانی زیمبالیست
 استفانی زیمبالیست (انگلیسی: Stephanie Zimbalist؛ زادهٔ ۸ اکتبر ۱۹۵۶) یک هنرپیشه اهل ایالات متحده آمریکا است. وی از سال ۱۹۷۷ میلادی تاکنون مشغول فعالیت بوده‌است.